# 短梗忍冬
短梗忍冬（学名：Lonicera graebneri）是忍冬科忍冬属的植物，为中国的特有植物。分布于中国大陆的甘肃、河南、陕西等地，生长于海拔1,400米至2,400米的地区，常生长在山坡林中及灌丛中，目前尚未由人工引种栽培。